# Marsas, Hautes-Pyrénées
Marsas är en kommun i departementet Hautes-Pyrénées i regionen Occitanien i sydvästra Frankrike. Kommunen ligger i kantonen Bagnères-de-Bigorre som tillhör arrondissementet Bagnères-de-Bigorre. År 2022 hade Marsas 65 invånare.

## Befolkningsutveckling
Antalet invånare i kommunen Marsas
| Referens: INSEE |